# Canton de Châtellerault-3
Le canton de Châtellerault-3 est une circonscription électorale française du département de la Vienne, en région Nouvelle-Aquitaine.

## Histoire
Un nouveau découpage territorial de la Vienne entre en vigueur à l'occasion des premières élections départementales suivant le décret du 26 février 2014. Les conseillers départementaux sont, à compter de ces élections, élus au scrutin majoritaire binominal mixte. Les électeurs de chaque canton élisent au Conseil départemental, nouvelle appellation du Conseil général, deux membres de sexe différent, qui se présentent en binôme de candidats. Les conseillers départementaux sont élus pour 6 ans au scrutin binominal majoritaire à deux tours, l'accès au second tour nécessitant 12,5 % des inscrits au 1er tour. En outre la totalité des conseillers départementaux est renouvelée. Ce nouveau mode de scrutin nécessite un redécoupage des cantons dont le nombre est divisé par deux avec arrondi à l'unité impaire supérieure si ce nombre n'est pas entier impair, assorti de conditions de seuils minimaux. Dans la Vienne, le nombre de cantons passe ainsi de 38 à 19.
Le canton de Châtellerault-3 est formé de communes des anciens cantons de Pleumartin (8 communes), de Châtellerault-Nord (1 commune) et de Châtellerault-Sud (1 commune), et d'une partie de Châtellerault. Il est entièrement inclus dans l'arrondissement de Châtellerault. Le bureau centralisateur est situé à Châtellerault.

## Représentation
| Période élective | Période élective | Mandat | Mandat   | Identité           | Nuance | Nuance | Qualité |
| ---------------- | ---------------- | ------ | -------- | ------------------ | ------ | ------ | --- |
| 2015             | 2021             | 2015   | 2021     | Jean-Pierre Abelin |        | UDI    | Directeur-adjoint de service à la Banque de France Maire de Châtellerault (depuis 2008) Ancien conseiller général du Canton de Châtellerault-Nord (1977 → 2008)    |
| 2015             | 2021             | 2015   | 2021     | Pascale Moreau     |        | DVD    | Fonctionnaire 3ème Vice-Présidente du Conseil Départemental chargée de l’aménagement du territoire et de l’aéroport Ancienne maire de La Roche-Posay (2011 → 2020) |
| 2021             | 2028             | 2021   | en cours | Pascale Moreau     |        | DVD    | Conseillère sortante 3e Vice-Présidente du Conseil départemental - Aménagement du Territoire                                                                       |
| 2021             | 2028             | 2021   | en cours | Gérard Pérochon    |        | DVD    | Agriculteur Maire de Senillé-Saint-Sauveur |

### Résultats détaillés

#### Élections de mars 2015
À l'issue du 1er tour des élections départementales de 2015, deux binômes sont en ballottage : Jean-Pierre Abelin et Pascale Moreau (DVD, 41,94 %) et Cyril Cibert et Béatrice Forestier (PS, 24,35 %). Le taux de participation est de 50,47 % (8 434 votants sur 16 711 inscrits) contre 51,35 % au niveau départemental et 50,17 % au niveau national. 
Au second tour, Jean-Pierre Abelin et Pascale Moreau (DVD) sont élus avec 59,43 % des suffrages exprimés et un taux de participation de 50,38 % (4 493 voix pour 8 419 votants et 16 711 inscrits).

#### Élections de juin 2021
Le premier tour des élections départementales de 2021 est marqué par un très faible taux de participation (33,26 % au niveau national). Dans le canton de Châtellerault-3, ce taux de participation est de 32,93 % (5 246 votants sur 15 929 inscrits) contre 33,61 % au niveau départemental. À l'issue de ce premier tour, deux binômes sont en ballottage : Pascale Moreau et Gérard Pérochon (DVD, 36,66 %) et Cyril Cibert et Elodie Rivet (DVG, 24,72 %).
Le second tour des élections est marqué une nouvelle fois par une abstention massive équivalente au premier tour. Les taux de participation sont de 34,36 % au niveau national, 33,96 % dans le département et 33,5 % dans le canton de Châtellerault-3. Pascale Moreau et Gérard Pérochon (DVD) sont élus avec 54,9 % des suffrages exprimés (2 723 voix pour 5 338 votants et 15 932 inscrits),,.

## Composition
| Nom                                   | Code Insee | Intercommunalité       | Superficie (km2) | Population (dernière pop. légale)                | Densité (hab./km2) | Modifier                                    |
| ------------------------------------- | ---------- | ---------------------- | ---------------- | ------------------------------------------------ | ------------------ | ------------------------------------------- |
| Châtellerault (bureau centralisateur) | 86066      | CA Grand Châtellerault | 51,93            | Fraction : 13 169 (2022) Commune : 31 105 (2022) | 599                | modifier les données · modifier les données |
| Chenevelles                           | 86072      | CA Grand Châtellerault | 29,30            | 442 (2022)                                       | 15                 | modifier les données · modifier les données |
| Coussay-les-Bois                      | 86086      | CA Grand Châtellerault | 43,32            | 913 (2022)                                       | 21                 | modifier les données · modifier les données |
| Leigné-les-Bois                       | 86125      | CA Grand Châtellerault | 29,97            | 565 (2022)                                       | 19                 | modifier les données · modifier les données |
| Lésigny                               | 86129      | CA Grand Châtellerault | 13,21            | 525 (2022)                                       | 40                 | modifier les données · modifier les données |
| Mairé                                 | 86143      | CA Grand Châtellerault | 20,57            | 174 (2022)                                       | 8,5                | modifier les données · modifier les données |
| Pleumartin                            | 86193      | CA Grand Châtellerault | 23,92            | 1 208 (2022)                                     | 51                 | modifier les données · modifier les données |
| La Roche-Posay                        | 86207      | CA Grand Châtellerault | 35,31            | 1 571 (2022)                                     | 44                 | modifier les données · modifier les données |
| Senillé-Saint-Sauveur                 | 86245      | CA Grand Châtellerault | 50,31            | 1 724 (2022)                                     | 34                 | modifier les données · modifier les données |
| Vicq-sur-Gartempe                     | 86288      | CA Grand Châtellerault | 33,22            | 656 (2022)                                       | 20                 | modifier les données · modifier les données |
| Canton de Châtellerault-3             | 8604       |                        |                  | 20 947 (2022)                                    |                    | modifier les données                        |

Le canton de Châtellerault-3 comprenait à sa création :
1. dix communes,
2. la partie de la commune de Châtellerault non comprise dans les cantons de Châtellerault-1 et Châtellerault-2.

À la suite de la création de la commune nouvelle de Senillé-Saint-Sauveur au 1er janvier 2016, le canton comprend désormais neuf communes entières et une fraction.

## Démographie
En 2022, le canton comptait 20 947 habitants, en évolution de −4,73 % par rapport à 2016 (Vienne : +0,6 %, France hors Mayotte : +2,11 %).
| 2013   | 2018   | 2022   |
| ------ | ------ | ------ |
| 21 330 | 21 675 | 20 947 |